# Bray (Saône-et-Loire)
Bray település Franciaországban, Saône-et-Loire megyében. Lakosainak száma 128 fő (2022. január 1.). Bray Cormatin, Ameugny, Blanot, Chissey-lès-Mâcon, Cortambert, Massilly és Taizé községekkel határos.

## Népesség
A település népességének változása:
| Lakosok száma | 124  | 129  | 128  | 122  | 123  | 124  | 125  | 124  | 128  |
|               | 2013 | 2015 | 2016 | 2017 | 2018 | 2019 | 2020 | 2021 | 2022 |